# Nicola Leibinger-Kammüller

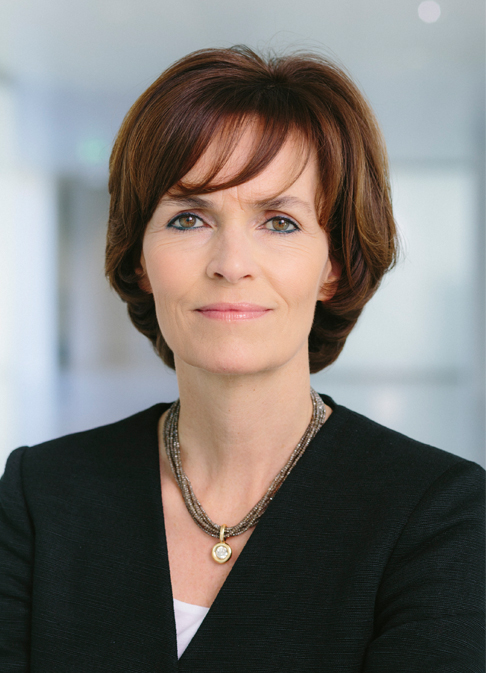
Nicola Leibinger-Kammüller (2014)

Nicola Leibinger-Kammüller geborene Leibinger (* 15. Dezember 1959 in Wilmington, Ohio) ist eine deutsch-amerikanische Managerin. Sie ist Vorsitzende des Vorstands des Maschinenbauunternehmens Trumpf, zu dessen Anteilseignern sie gehört.

## Leben
Nicola Leibinger-Kammüller ist das älteste von drei Kindern aus der Ehe von Berthold Leibinger und Doris Leibinger geb. Schaible. Leibinger besuchte von 1966 bis 1969 die Waldschule Gerlingen und von 1969 bis 1978 das Gymnasium Gerlingen. Von 1978 bis 1980 studierte sie Germanistik und Anglistik an der Albert-Ludwigs-Universität Freiburg. Von Juni bis August 1980 verbrachte sie ein Auslandssemester am Middlebury College der University of Vermont, USA. Im Anschluss folgte das Studium der Germanistik, Anglistik und Japanologie an der Universität Zürich. Dort schloss sie ihr Studium mit einem Doktorat – angenommen auf Antrag von Rolf Tarot – in Philologie ab. 1984 nahm sie als Referentin für Öffentlichkeitsarbeit ihre Tätigkeit für die Maschinenfabrik Trumpf auf. Im November 2005 übergab ihr Berthold Leibinger den Vorsitz der Geschäftsführung des Familienunternehmens. von dem sie 29,4 % in Anteilen hält.
Leibinger-Kammüller ist seit 1984 mit dem späteren Trumpf-Vorstand Mathias Kammüller verheiratet und hat vier Kinder. Leibinger erhielt durch ihre Geburt in Ohio neben der deutschen auch die US-amerikanische Staatsangehörigkeit.
Ihre Geschwister sind die Architektin Regine Leibinger und Peter Leibinger, Vorsitzender des Aufsichtsrates bei Trumpf.

## Wirken
Sie war Mitglied im Rat für Innovation und Wachstum und der Wissenschaftlichen Kommission des Wissenschaftsrates. Sie ist Vizepräsidentin des Stifterverbands für die Deutsche Wissenschaft, Mitglied des Senats von Max-Planck-Gesellschaft und Fraunhofer-Gesellschaft sowie des Hochschulrates der TU München. Außerdem ist Leibinger-Kammüller Kuratoriumsmitglied der Stiftung Familienunternehmen und Politik und der Robert Bosch Stiftung, Vorsitzende des Freundeskreises des Deutschen Literaturarchivs Marbach sowie Mitglied im Kuratorium der Akademie für gesprochenes Wort in Stuttgart. Sie engagiert sich als stellvertretende Lenkungskreisvorsitzende in der Wissensfabrik – Unternehmen für Deutschland.
Nicola Leibinger-Kammüller ist Mitglied des Beirats der Landesbank Baden-Württemberg und der BW-Bank. In der Vergangenheit gehörte sie auch den Aufsichtsräten der Lufthansa (2008–2016), der Axel Springer SE (2010–2019) sowie der Siemens AG (2008–2021) an.
Im April 2020 wurde Leibinger-Kammüller Mitglied des vom nordrhein-westfälischen Ministerpräsidenten Armin Laschet einberufenen zwölfköpfigen „Expertenrats Corona“. Das bis Juni 2021 existierende Gremium aus zwölf Experten aus unterschiedlichen Disziplinen sollte gemeinsam mit der Landesregierung von Nordrhein-Westfalen Strategien für die Zeit nach der Corona-Krise erarbeiten.
Im Mai 2020 wurde Leibinger-Kammüller in den Herausgeberrat der Wochenzeitung Die Zeit berufen.

## Ehrungen und Auszeichnungen
- 2006: Deutscher Fairness Preis für Verdienste um „eine faire und transparente Unternehmens- und Führungskultur“ gemeinsam mit ihrem Vater Berthold Leibinger, ihrem Bruder Peter Leibinger und ihrem Mann Mathias Kammüller[24]
- 2008: Verdienstorden der Bundesrepublik Deutschland (Verdienstkreuz am Bande) für „Verdienste in den Bereichen Wirtschaft, Bildung und Gesellschaft sowie ihren bürgerschaftlichen Einsatz“[25]
- 2011: Hans-Peter-Stihl-Preis für Verdienste um die Entwicklung der Region Stuttgart
- 2011: Ehrenring der Stadt Garbsen[26]
- 2012: Ritter der Ehrenlegion[27]
- 2014: McCloy Award[28]
- 2015: German Leadership Award[29]
- 2015: Goldenes Ehrenzeichen des Landes Oberösterreich[30]
- 2015: Vordenker-Preis der Plansecur-Unternehmensgruppe[31]
- 2015: Ludwig-Erhard-Preis für Wirtschaftspublizistik
- 2016: Aachener Unternehmerpreis des Business Club Aachen Maastricht
- 2016: Aufnahme in die Hall of Fame der Familienunternehmen des Handelsblatts[32]
- 2017: Hanns Martin Schleyer-Preis[33]
- 2017: Lutherrose[34]
- 2019: Ehrenpreis für Familienunternehmen[35]
- 2019: Wissenschaftsorientierte Unternehmerin des Jahres[36]
- 2020: Aufnahme in die Hall of Fame der deutschen Wirtschaft, Auszeichnung des manager magazins[37]
- 2022: Maecenas-Ehrung des Arbeitskreises selbständiger Kulturinstitute[38]
- 2023: Auszeichnung Württemberg Köpfe[39][40]
- 2024: Aufnahme in die Liste 50 over 50 der Zeitschrift Forbes[41]
- 2024: Weltwirtschaftlicher Preis[42]

## Schriften (Auswahl)
- Aufbruch und Resignation: Erich Kästners Spätwerk 1945–1967, Dissertation Universität Zürich 1988.
- Buch oder Computer? – Metamorphosen einer Gedächtniskultur. In: Parallelwelten des Buches, 2008, S. 145–154. (dnb.de)